# UFC Fight Night: Andrade vs. Zhang
UFC Fight Night: Andrade vs. Zhang (também conhecido como UFC Fight Night 157 ou UFC on ESPN+ 15) foi um evento de MMA produzido pelo Ultimate Fighting Championship no dia 31 de agosto de 2019, no Shenzhen Universiade Sports Centre, em Shenzhen, China.

## Background
O evento marca a primeira visita do UFC em Shenzhen.
A disputa de cinturão do peso palha feminino entre a campeã Jéssica Andrade e Zhang Weili serviu de luta principal da noite.
O duelo nos moscas feminino entre Luana Carolina e Wu Yanan estava previsto para o evento. Porém, Luana sofreu uma fratura na coluna e foi forçada a sair do card. Para seu lugar foi chamada Mizuki Inoue. Nas pesagens, Wu pesou 129 libras (58,5kg), ficando três libras acima do limite da categoria de 126 libras (57,2kg) em lutas que não valem cinturão. Como resultado, 30% de sua bolsa foi para Inoue.
O duelo nos pesos meio-pesados entre Saparbek Safarov e Da Un Jung estava programado para o evento. Entretanto, no dia 5 de agosto, foi anunciado que Safarov foi removido card por razões desconhecidas e substituído por Jamahal Hill. Por sua vez, Hill foi forçado a sair do card após problemas com o visto e foi substituído por Khadis Ibragimov.

## Card Oficial
Nota 1 Pelo Cinturão Peso Palha Feminino do UFC. 

## Bônus da Noite
Os lutadores receberam $50.000 de bônus:
- Luta da Noite:  Alateng Heili vs.  Danaa Batgerel
- Performance da Noite:  Zhang Weili e  Li Jingliang

## Ligações Externas
1. ↑  Nota 1